# 國際危難律師日
國際危難律師日英語：，每年1月24日。由荷兰人权律师汉斯・卡斯比克 (Hans Gaasbeek) 2010年发起。
2017年的关注目标聚焦中国维权律师。多个合办的国际律师团体呼吁行动起来，声援因从事合法律师工作而遭监视、骚扰，甚至关押和遭受酷刑的中国律师同行。